# 렉스 스타우트

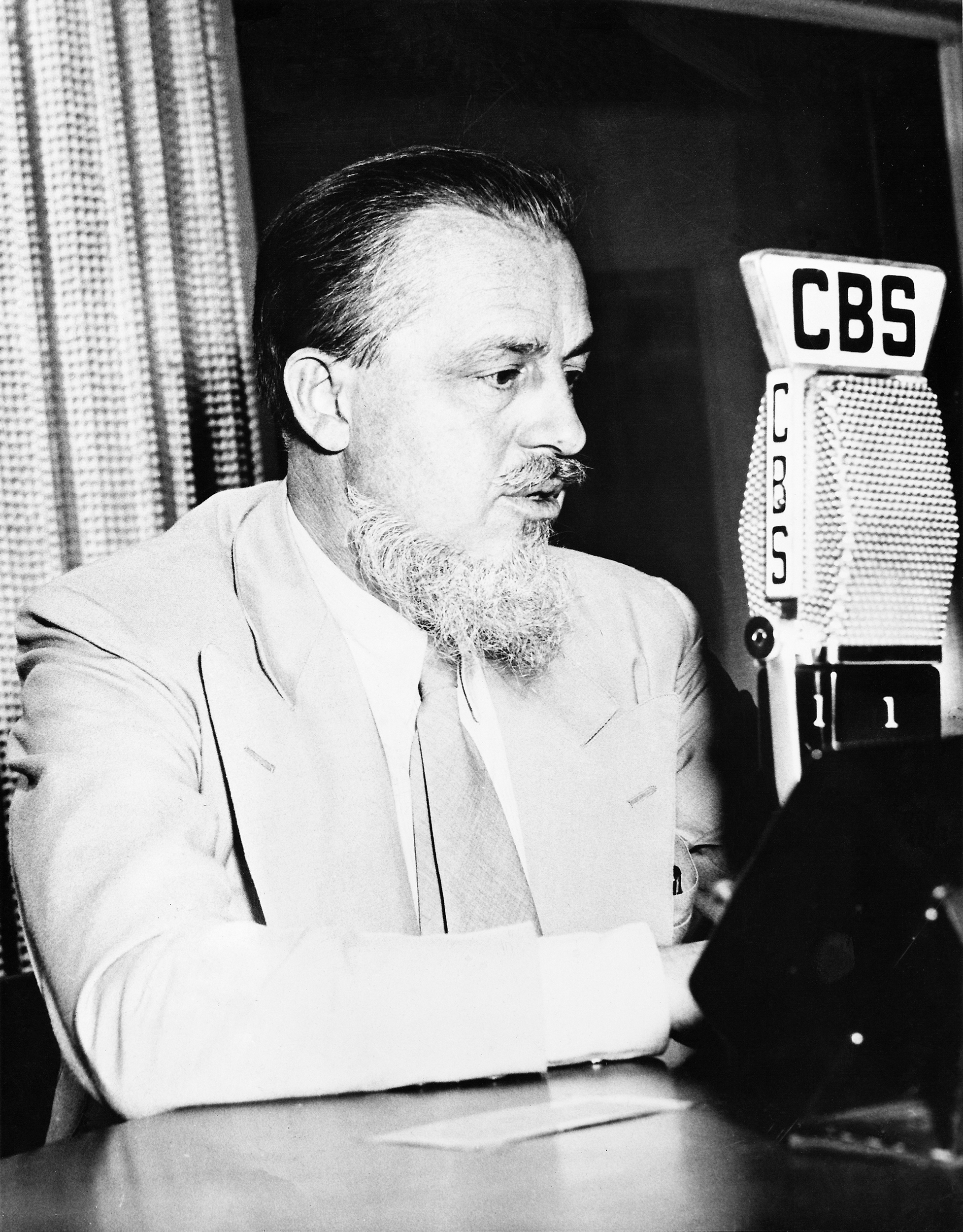
1942년

렉스 토드헌터 스타우(Rex Todhunter Stout, 1886년 12월 1일 ~ 1975년 10월 27일)는 미국의 소설가로, 명탐정 네로 울프의 창조자로 알려져 있다.